# Góra Motyczna
Góra Motyczna – wieś w Polsce położona w województwie podkarpackim, w powiecie dębickim, w gminie Żyraków.
| SIMC    | Nazwa    | Rodzaj    |
| ------- | -------- | --------- |
| 0839665 | Brzeziny | część wsi |

Miejscowość jest siedzibą rzymskokatolickiej parafii Chrystusa Króla należącej do dekanatu Dębica Wschód. Pierwszy kościół – drewniany powstał po II wojnie światowej w 1945 roku, następny – murowany został wybudowany w 1978.
W latach 1975–1998 miejscowość administracyjnie należała do województwa tarnowskiego.
Góra Motyczna położona jest na Płaskowyżu Tarnowskim, na wzniesieniu o wysokości 236 m n.p.m. Wieś zajmuje powierzchnię około 931 hektarów. Pierwsza wzmianka o wsi pochodzi z 1396 roku. Jako osada istniała już w czasach Władysława Łokietka. Nazwa wsi pochodzi prawdopodobnie od nazwiska Mikołaja Motyczki z Góry.
Zespół Szkół Publicznych nosi imię Stanisława Mroczki.